# Cáñar (kommunhuvudort)
Cáñar är en kommunhuvudort i Spanien.   Den ligger i provinsen Provincia de Granada och regionen Andalusien, i den södra delen av landet, 400 km söder om huvudstaden Madrid. Cáñar ligger 1 025 meter över havet och antalet invånare är 337.
Terrängen runt Cáñar är bergig norrut, men söderut är den kuperad. Terrängen runt Cáñar sluttar söderut. Runt Cáñar är det ganska glesbefolkat, med 35 invånare per kvadratkilometer. Närmaste större samhälle är Órgiva, 2,7 km söder om Cáñar. I omgivningarna runt Cáñar växer i huvudsak buskskog.